# 香琳院
香琳院（日语：／ Kōrin-in，？—1810年6月21日（文化7年5月20日）），日本江戶幕府第11代將軍德川家齊側室、第12代將軍德川家慶生母。小姓押田敏勝女。名為照、樂、里衛。以音樂為名、被認為與第3代將軍德川家光的側室、第4代將軍德川家綱的生母寶樹院境遇相似。

## 略歷
天明7年（1787年）入大奧，最初隨家齊的義妹種姬的陪嫁至紀伊藩的奧服侍。
後回到大奧後成為家齊的側室，寛政5年（1793年）生下家齊的次男家慶。後昇為御年寄上座，作為將軍生母被大奧的女中們所畏敬著。
文化7年（1810年）5月20日病死。墓碑現存於谷中（東京都台東區）的徳川家墓地。